# اچ‌ام‌اس وایپر (۱۷۹۴)
اچ‌ام‌اس وایپر (۱۷۹۴) (به انگلیسی: HMS Viper (1794)) یک کشتی بود که طول آن ۶۵ فوت ۵ اینچ (۱۹٫۹۴ متر) بود. این کشتی در سال ۱۷۹۴ ساخته شد.